# Muritaia
Muritaia es un género de arañas araneomorfas de la familia Amaurobiidae. Se encuentra en Nueva Zelanda.

## Especies
Según The World Spider Catalog 12.0:
- Muritaia kaituna Forster & Wilton, 1973
- Muritaia longispinata Forster & Wilton, 1973
- Muritaia orientalis Forster & Wilton, 1973
- Muritaia parabusa Forster & Wilton, 1973
- Muritaia suba Forster & Wilton, 1973